# Grote theater (Pompeii)

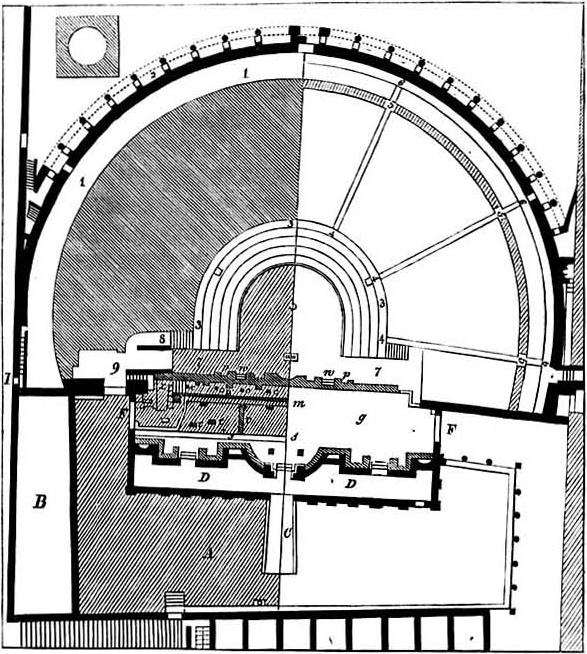
Plattegrond

Het Grote theater is een theater uit de Romeinse tijd, begraven onder de as van de uitbarsting van de Vesuvius in 79 en gevonden bij de archeologische opgravingen van het oude Pompeii. komedies, mimespelers en pantomimes, evenals de Atellane waren binnen vertegenwoordigd.

## Geschiedenis

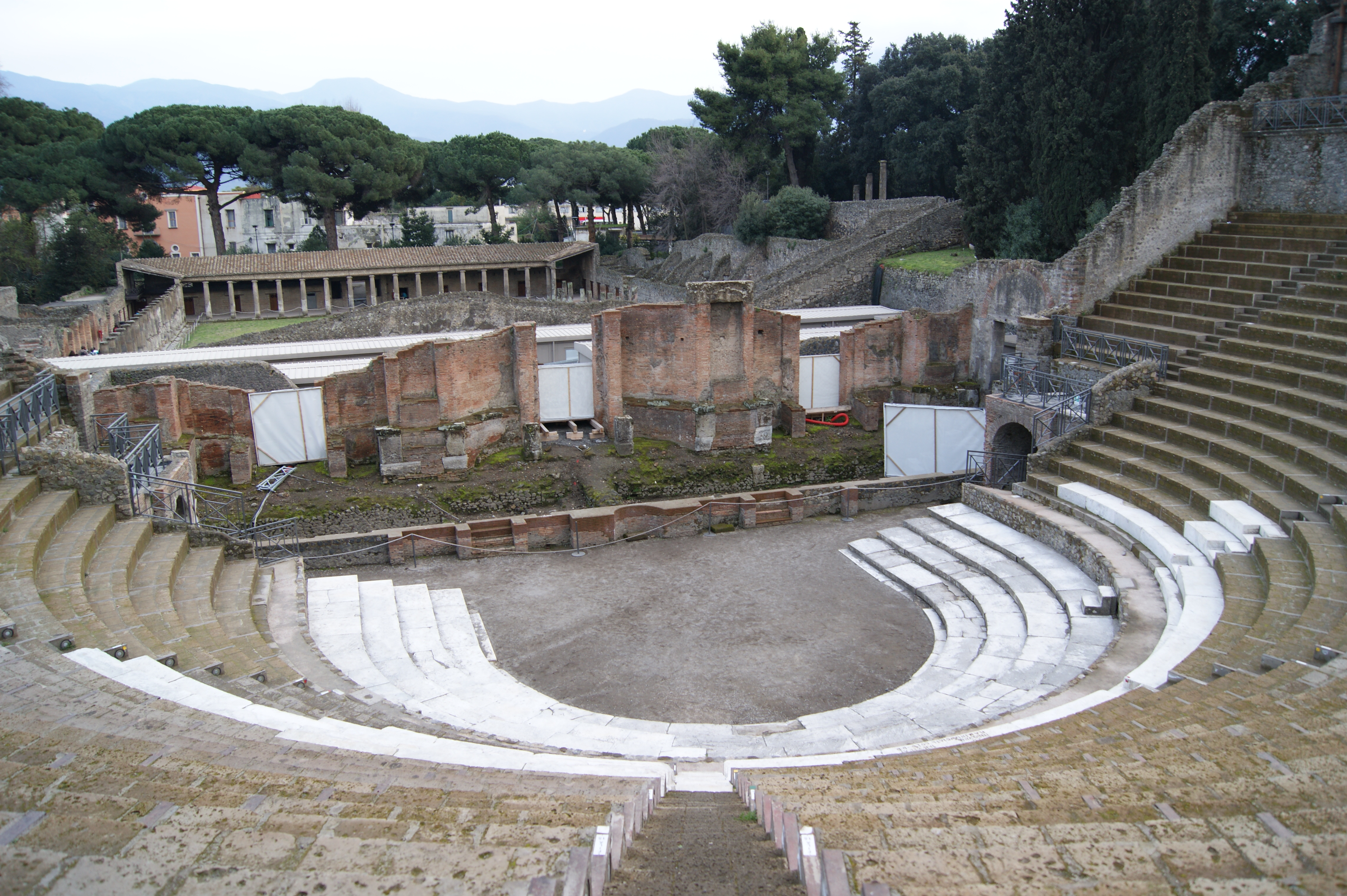
Het interieur

Het Teatro Grande werd gebouwd in de Samnitische periode maar werd volledig herbouwd in de 2e eeuw voor Christus. en later meerdere keren gerestaureerd. Rond 80 v.Chr, tegelijkertijd met de bouw van het Teatro Piccolo, werd de cavea, vergroot met ongeveer tien meter. Tijdens het Augustaanse tijdperk was er sprake was van een totale herstructurering, dankzij de subsidies van de Gens Holconia, een van de belangrijkste families van Pompeii, die zich bezighielden met de teelt van wijnstokken; deze gebeurtenis wordt herinnerd met een plaquette met het opschrift: Marcus Holconius Rufus en Marcus Holconius Celer herbouwden de overdekte onderdoorgang, de trappen en de volledige trap op eigen kosten
Dankzij de namen van de schenkers was het mogelijk om een precieze datum van de restauratie te achterhalen, waarschijnlijk rond de 2e of 3e eeuw. v.Chr., toen Marco Holconio Rufo duovir van Pompeii was. Een standbeeld werd aan hem opgedragen, naast een bisellium, een gereserveerde plaats, in het theater. De restauratie werd toevertrouwd aan een vrijgelatene genaamd Marco Artorio Primo: het was bij de Romeinen namelijk gebruikelijk om handmatig werk toe te vertrouwen aan deze klasse, omdat het een activiteit was die niet waardig werd geacht voor een vrije man. Na de aardbeving van Pompeii van 62, die de structuur gedeeltelijk beschadigde, werd het tafereel volledig vernieuwd. Het theater werd echter, samen met de rest van de stad, bedekt met een deken van as en lapilli in 79, na de uitbarsting van de Vesuvius. Het theater werd pas herontdekt en onderzocht na de archeologische onderzoeken door de Bourbon-dynastie. Na een zorgvuldige restauratie wordt het gebruikt in de zomermaanden voor theatrale en muzikale uitvoeringen .

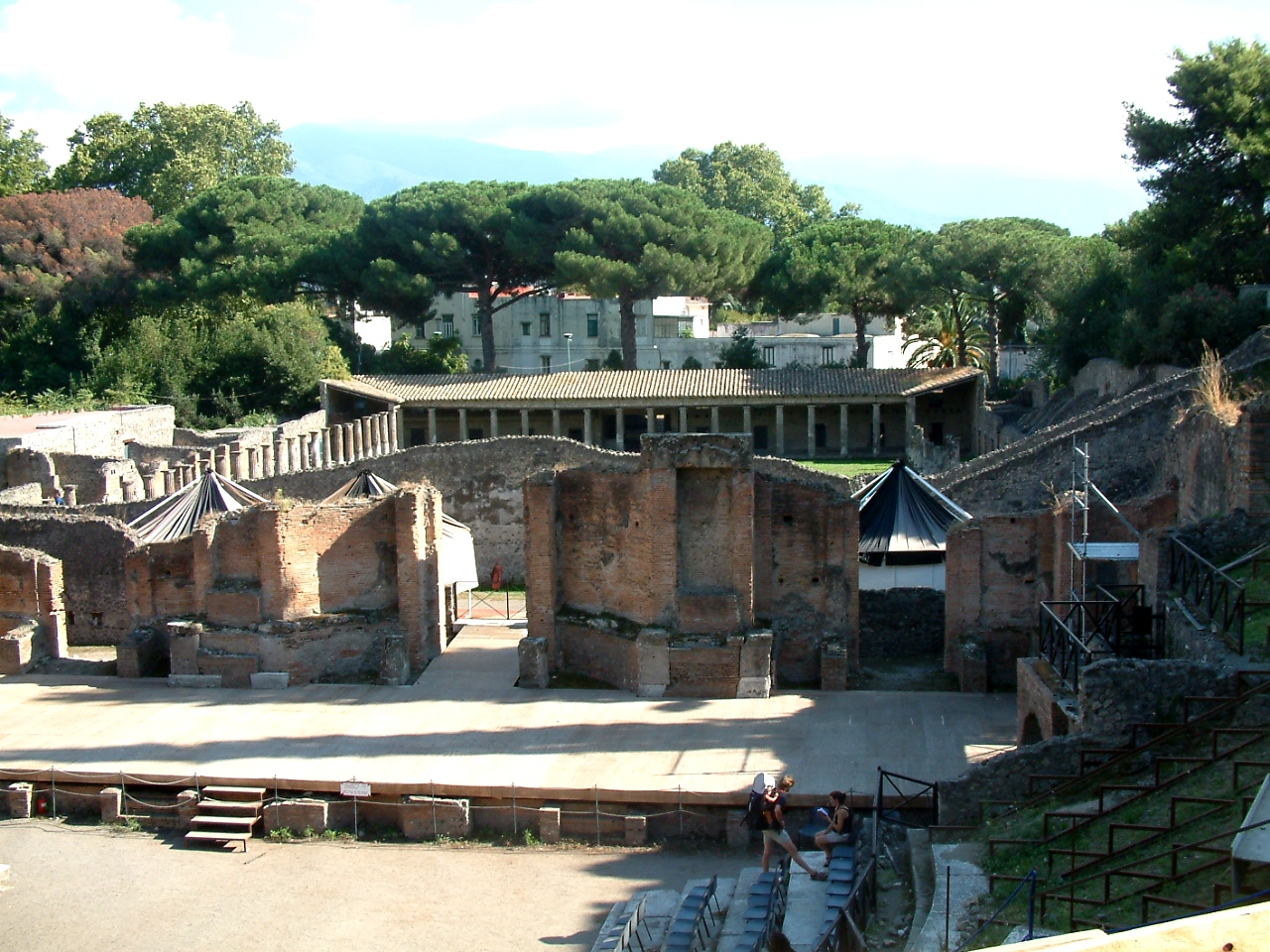
Het podium

Het theater werd gebouwd op de hellingen van een heuvel, waarvan het de nok is gebruikt voor de trappen: het bevindt zich in de buurt van de Dorische tempel, net zoals in het oude Griekenland gebruikelijk was om theaters in de buurt van een heiligdom. Het theater kijkt uit over een prachtig panorama, gedomineerd door de Sarno- vallei en de Lattari-bergen.
Het Teatro Grande heeft een hoefijzervorm, die zich onderscheidt van het traditionele Romeinse halve cirkel-model, en werd volledig gebouwd met onregelmatige stenen. Het voor het publiek gereserveerde deel was het auditorium en bood plaats aan ongeveer vijfduizend toeschouwers; het was verdeeld in drie delen: de ima cavea, bedekt met marmer, was gereserveerd voor decurions, de middelste cavea, de grootste en beste plaatst voor het bekijken van de show, was bedoeld voor bedrijven en de summa cavea, met beperkte plaatsen; op hun beurt zijn zowel de gemiddelde als de summa cavea verdeeld in vijf gebieden: echter blijft slechts een klein deel van de summa cavea over, omdat deze instortte na de aardbeving van 62. Het moest ook een trap hebben die rustte op een gang met tongewelven, evenals andere treden op de parodi, een ongewoon kenmerk voor dit soort gebouwen, omdat ze altijd werden ontdekt en daarom zeker pas later zijn toegevoegd. Het gedeelte gewijd aan het publiek werd aangevuld met zitplaatsen, tribunalia genaamd, gereserveerd voor eregasten, die een perfect zicht op de scène genoten.
Het orkest is toegankelijk via twee bedekte Parodos: die aan de rechterkant leid naar een binnenplaats achter de schermen, van waaruit via een trap naar het Driehoekig forum te bereiken is: bij deze ingang werd een mannelijk hoofd ontdekt uit de tijd van Sulla. Die aan de linkerkant is daarentegen bereikbaar via Via Stabia en leidt vervolgens naar dezelfde binnenplaats als de vorige: beide gangen zijn gebouwd met onregelmatige stenen. Het podium, in metselwerk, is ongeveer anderhalve meter hoog en heeft twee trappen, waarmee acteurs het toneel betraden, terwijl aan de zijkanten enkele nissen moesten dienen om personeel van openbare orde te huisvesten. Het tafereel werd omringd door een imitatie van een prinselijk paleis, met drie deuren en twee verdiepingen, versierd met vele beelden; aan de zijkant van het podium is een kleine kleedkamer die ook diende als toegang tot een binnenplaats. Het hele gebied van het theater was waarschijnlijk versierd met fonteinen en nymphaeums, gevonden ten tijde van de opgravingen, terwijl verschillende geperforeerde blokken aangeven dat in de warmere maanden de hele structuur was bedekt met een velarium .